# Gerichtsbezirk Mattersburg

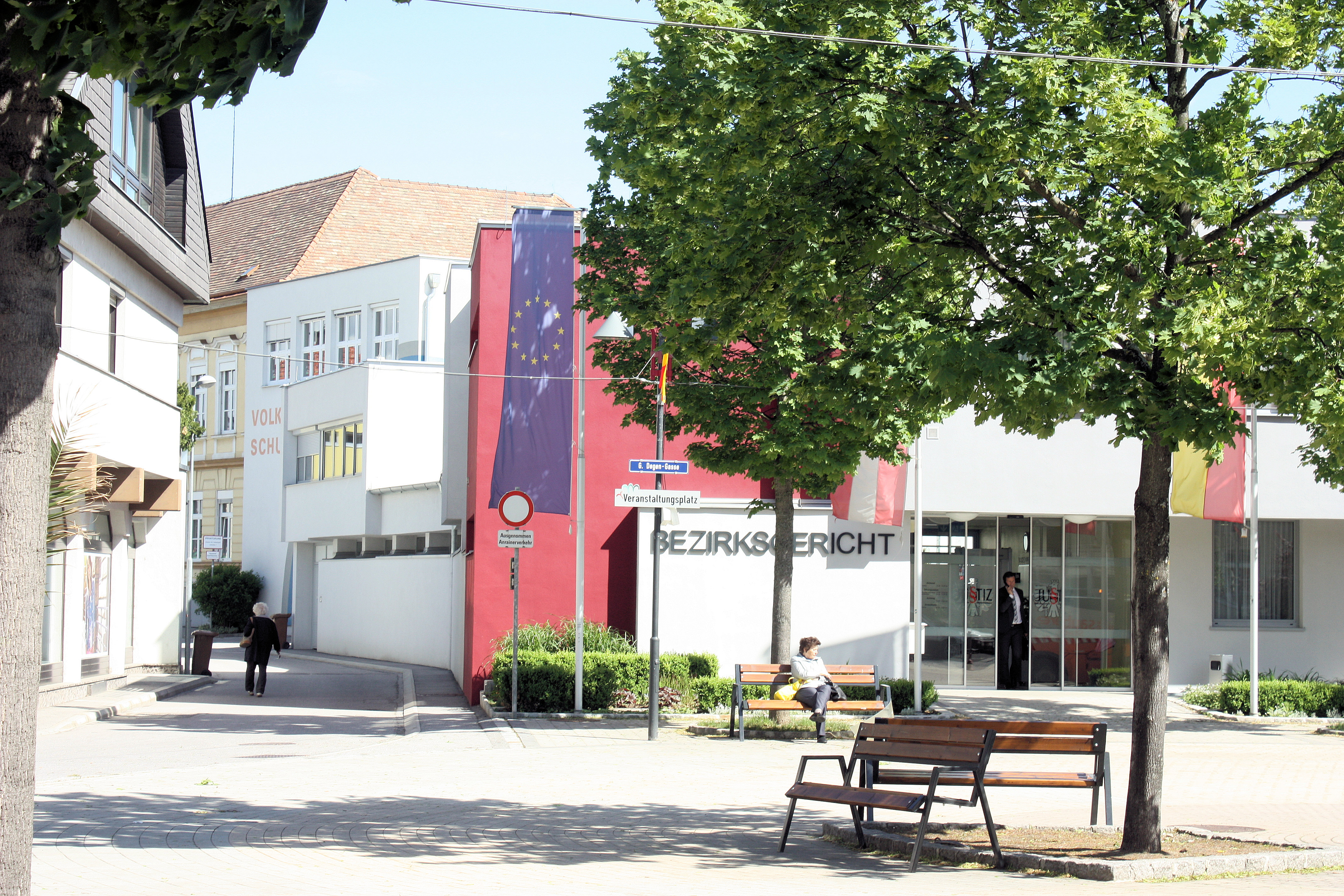
Gerichtsgebäude

Der Gerichtsbezirk Mattersburg ist einer von sechs Gerichtsbezirken im Burgenland und umfasst den gesamten Bezirk Mattersburg. Der übergeordnete Gerichtshof ist das Landesgericht Eisenstadt.

## Gerichtssprengel
Der Gerichtssprengel Mattersburg umfasst alle 19 Gemeinden des politischen Bezirks Mattersburg.
Einwohnerzahlen in Klammern, Stand: 1. Jänner 2024

### Städte
- Mattersburg (7.527)

### Marktgemeinden
- Neudörfl (4.971)
- Pöttsching (3.077)
- Rohrbach bei Mattersburg (2.625)
- Schattendorf (2.388)
- Wiesen (2.766)

### Gemeinden
- Antau (825)
- Bad Sauerbrunn (2.305)
- Baumgarten (926)
- Draßburg (1.231)
- Forchtenstein (2.791)
- Hirm (1.091)
- Krensdorf (630)
- Loipersbach im Burgenland (1.232)
- Marz (2.108)
- Pöttelsdorf (765)
- Sieggraben (1.256)
- Sigleß (1.179)
- Zemendorf-Stöttera (1.290)